# Nuria Sánchez
Nuria Sánchez Hernández (Castellón de la Plana, España, 21 de enero de 1990), más conocida como Mulán, es una futbolista española que ocupa el puesto de defensa. Actualmente juega en la Real Sociedad de la Primera División Femenina de España.

## Trayectoria
Nuria dio sus primeros pasos como futbolista en el Tonín, un equipo de chicos de la localidad de Castellón, cuando apenas tenía siete años. Hasta los 12 años permaneció en el equipo masculino y luego tuvo que fichar por el C.D. Castellón ya que, por su edad, no podía seguir jugando con los chicos. 
Tras cuatro años en el C.D. Castellón, en 2006 fichó por el Villarreal C.F., equipo en el que jugó durante dos temporadas y con el que logró la convocatoria para la Selección Valenciana Femenina de Fútbol. En 2008 pasó a formar parte del C.F.F. Marítim y dos años más tarde ficharía por el Valencia C.F., equipo en el que juega actualmente.
Mulán se ha convertido en una de las jugadoras más importantes y referente del conjunto ché, ya que es una de las veteranas del equipo (se encuentra en su sexta temporada en el club valenciano). En el terreno de juego, se caracteriza por su gran polivalencia, pudiendo desempeñar funciones en cualquiera de las posiciones defensivas. Nuria es una futbolista con garra, fuerza y gran concentración que lucha cada partido como si fuera el último.
Para sorpresa de todos, en junio de 2016 el Valencia C.F. decidió rescindir su contrato, quedando fuera del club tras seis temporadas. Un mes más tarde se hizo oficial su fichaje por la Real Sociedad. 

## Clubes
| Club            | País   | Temporadas |
| --------------- | ------ | ---------- |
| C.D. Castellón  | España | 2002-2006  |
| Villarreal C.F. | España | 2006-2008  |
| C.F.F. Marítim  | España | 2008-2010  |
| Valencia C.F.   | España | 2010-2016  |
| Real Sociedad   | España | 2016-act.  |

## Logros

### Selección Valenciana Femenina
| Trofeo                                               | País   | Resultado   |
| ---------------------------------------------------- | ------ | ----------- |
| Campeonato de Selecciones de España Sub-18 2007-2008 | España | Subcampeona |

### Valencia Féminas C.F.
| Trofeo                          | País   | Resultado   |
| ------------------------------- | ------ | ----------- |
| Copa de la Reina de Fútbol 2015 | España | Subcampeona |